# Klapa
La música Klapa es una forma tradicional de canto a capela en Dalmacia, Croacia. La palabra klapa se traduce como "grupo de amigos" y tiene sus raíces en los cánticos litúrgicos de la iglesia católica local. Los motivos que, en general, celebra y son su base son el amor, el vino, el país y el mar. Los principales elementos de este tipo de música son la armonía y la melodía, para el cual el ritmo es muy rara vez importante. En el 2012 la música klapa fue inscrita por la Unesco como Patrimonio Cultural Inmaterial de la Humanidad
Un grupo de klapa se forma básicamente de un primer tenor, un segundo tenor, un barítono y un bajo. Es posible duplicar todas las voces aparte de la del primer tenor. Por lo general, se compone de hasta una docena de cantantes masculinos. En los últimos tiempos, los grupos vocales femeninos han sido muy populares pero, en general, no hay grupos de hombres y mujeres.
Aunque la música klapa es a capela, en ocasiones se le añade una guitarra suave y una mandolina, y en ocasiones pequeños instrumentos de percusión. En la actualidad, el Klapa también puede ir acompañada con sintetizadores que suele simular instrumentos de percusión.
La tradición del klapa está muy viva aún, con nuevas composiciones y varios festivales durante el año. Entre ellos, el "Festival de las Klapas Dálmatas" en Omiš es el festival más reconocido con una larga tradición en la música Klapa.  Uno de los últimos grupos exitosos en este festival es el Klapa Šufit, que ganó el festival durante 3 años consecutivos desde 2006 hasta 2008. Muchos jóvenes de Dalmacia atesoran la música klapa y la cantan regularmente durante sus salidas a comer o beber como un ingrediente de la cultura y socialización por lo que no es raro escuchar a aficionados cantando klapas en las calles.
En 2013, tras la declaración de la música klapa como Patrimonio de la Humanidad, la Radiotelevisión croata decidió formar un grupo de klapa para representar al país en el Festival de la Canción de Eurovisión 2013. El grupo llamado Klapa s Mora se presentó con la canción "Mižerja".  Klapa s Mora es considerado un "superconjunto de klapa", con seis artistas elegidos por el Maestro Mojmir Čačija provenientes de cinco grupos existentes de klapa, a saber, dos de Kampanel, y uno de los grupos Sinj, Crikvenica, Sebenico y Grdelin.